# 沖縄県道245号久米島一周線
沖縄県道245号久米島一周線（おきなわけんどう245ごう くめじまいっしゅうせん）は沖縄県島尻郡久米島町北原の久米島空港を起点に大原の久米島空港を終点とする久米島を循環する一般県道。大部分が現在整備中。

## 概要

### 区間
- 起点：島尻郡久米島町字北原（沖縄県道89号久米島空港真泊線・久米島空港）
- 終点：島尻郡久米島町字大原（沖縄県道89号久米島空港真泊線・久米島空港）
（正式には起点も終点も久米島空港となっているが、県道89号を境に集落が異なり、かつ起点である北回り入口と終点である南回り入口では道路が別々に分かれている）
- 総延長：40.17km
- 現在供用されている実延長：1.5km（2009年）

### 通過自治体
- 島尻郡久米島町（久米島）

### 交差する道路
- 沖縄県道89号久米島空港真泊線（起点・久米島町宇根（県道242号交点 - 真泊港は重複）・儀間・鳥島・終点）
- 沖縄県道242号宇根仲泊線（久米島町具志川・宇根 - 重複したまま県道89号真泊港方面へ）
- 沖縄県道175号兼城港線（久米島町兼城・県道89号被重複区間）

### 重複路線
- 沖縄県道89号久米島空港真泊線（久米島町宇根県道242号交点 - 真泊港・儀間 - 鳥島）
- 沖縄県道242号宇根仲泊線（久米島町具志川 - 宇根）

### 主要施設
単独区間
- 久米島空港（起点・終点、ターミナルは起点側）
- 真泊港（久米島町宇根真泊）
- 奥武島（久米島町奥武、同島へ向かう海中道路入口は宇根泊にある）
  - 畳石
  - 久米島ウミガメ館
- イーフビーチ（久米島町謝名堂）

県道242号重複区間内
- 具志川城跡（久米島町仲村渠）
- 久米島の久米仙本社（酒造会社・久米島町宇江城）
- 比屋定バンタ（久米島町比屋定）

県道89号重複区間内
- 久米島郵便局（久米島町儀間）
- 久米島町消防本部（久米島町嘉手苅）
- 公立久米島病院（同）
- 兼城港（久米島町兼城）

## 歴史

### 旧久米島一周線（県道173号）
- アメリカ施政権下の1953年（昭和28年）に具志川村（現久米島町）鳥島を起終点とする路線を琉球政府道に指定され、1972年（昭和47年）5月15日の本土復帰とともに県道となった。173号の路線番号は本土復帰後県道でつけられた。ルートは現在の主要地方道久米島空港真泊線（県道89号）の鳥島 - 宇根（真泊港入口）間と県道宇根仲泊線（県道242号）の全線だった。
- 1993年（平成5年）に鳥島 - 宇根間のうち、南回り区間（儀間・比嘉経由）が県道久米島空港真泊線として主要地方道に昇格。その後北回り（宇江城経由）区間が県道宇根仲泊線となり、久米島一周線は廃止された。

### 新久米島一周線（県道245号）
- 1995年（平成7年）4月[1]、久米島空港を起終点とするルートで新たに指定された。ルートも重複区間を除くと全く別で、ほぼ海岸に沿う形で一周道路にふさわしいルートになっている。
- 現在は村道から昇格したイーフビーチ周辺の区間を除けば未整備で、全線完成時期は未定。